# Dom Towarzystwa Akcyjnego Ludwika Geyera w Łodzi
Dom Towarzystwa Akcyjnego Ludwika Geyera – budynek znajdujący się przy ul. Piotrkowskiej 74 w Łodzi.

## Historia
Dom Towarzystwa Akcyjnego oddano do użytku w 1886 roku. Wzniesiony został według projektu Hilarego Majewskiego; autorstwo projektu przypisuje się także Juliuszowi Jungowi. W budynku mieściły się biura Towarzystwa Akcyjnego Fabryk Bawełny Ludwika Geyera. Na parterze znajdowała się znana restauracja Stępkowskiego. Pod koniec XIX wieku otworzył tu swoją filię warszawski Bank Handlowy. Właścicielem budynku jest Bank Handlowy.
Budynek wpisany jest do rejestru zabytków pod numerem 4/33/66 z 18.03.1966 oraz A/33 z 10.01.1968.

## Architektura
Budynek ma kształt litery L. Bogate zdobienia elewacji utrzymane są w duchu neobarokowym[wymaga weryfikacji?]. Parter jest boniowany. Okna pierwszego piętra zwieńczają tympanony. Na piętrze są dwa balkony z balustradą tralkową wsparte konsolami. Dach zakończony jest balustradą tralkową – pod gzymsem fryz festonowy. Wieżyczka z motywem kariatyd jest nakryta kopułą.

## Galeria

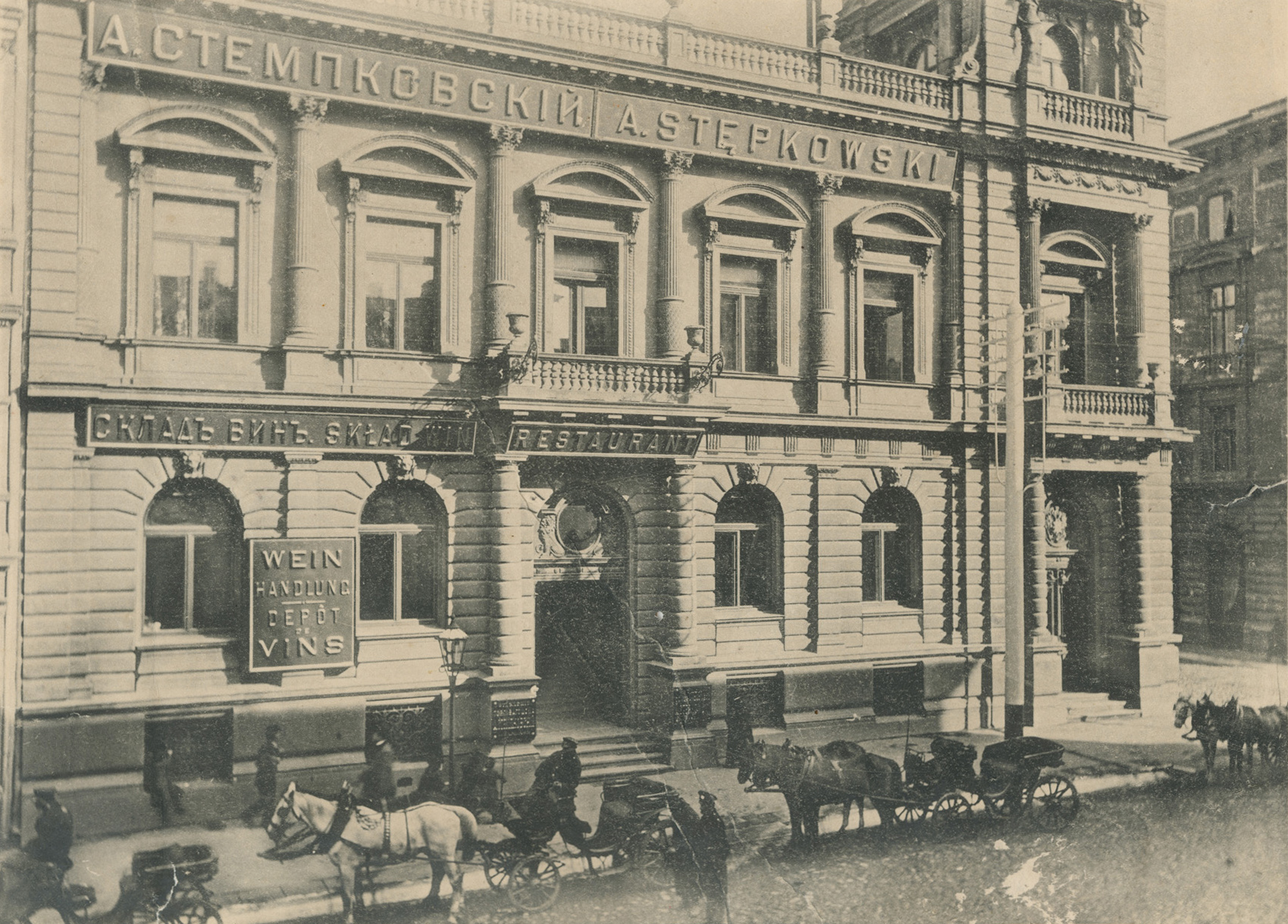
Restauracja Stępkowskiego na zdjęciu z końca XIX wieku
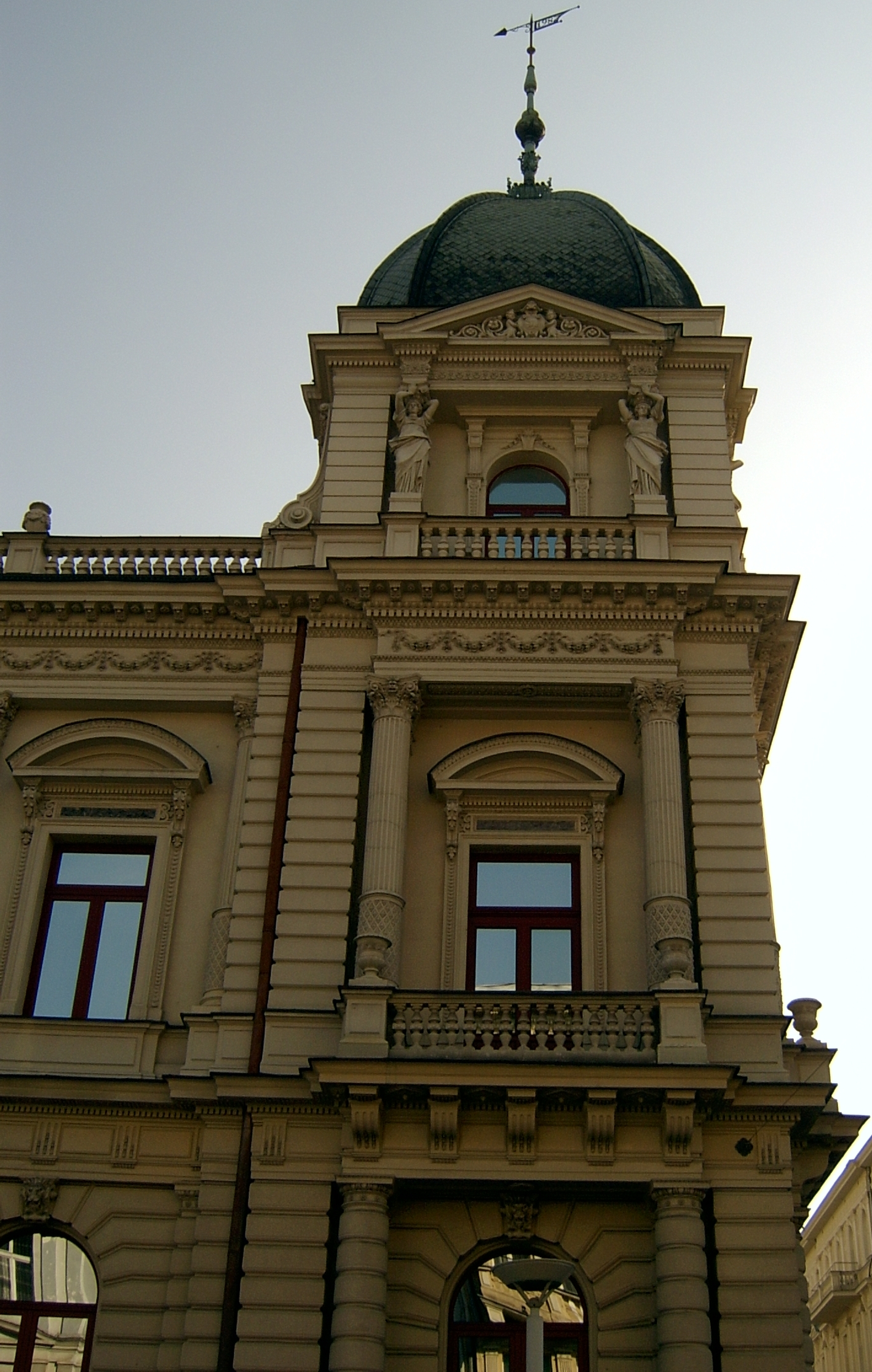
Narożna wieżyczka
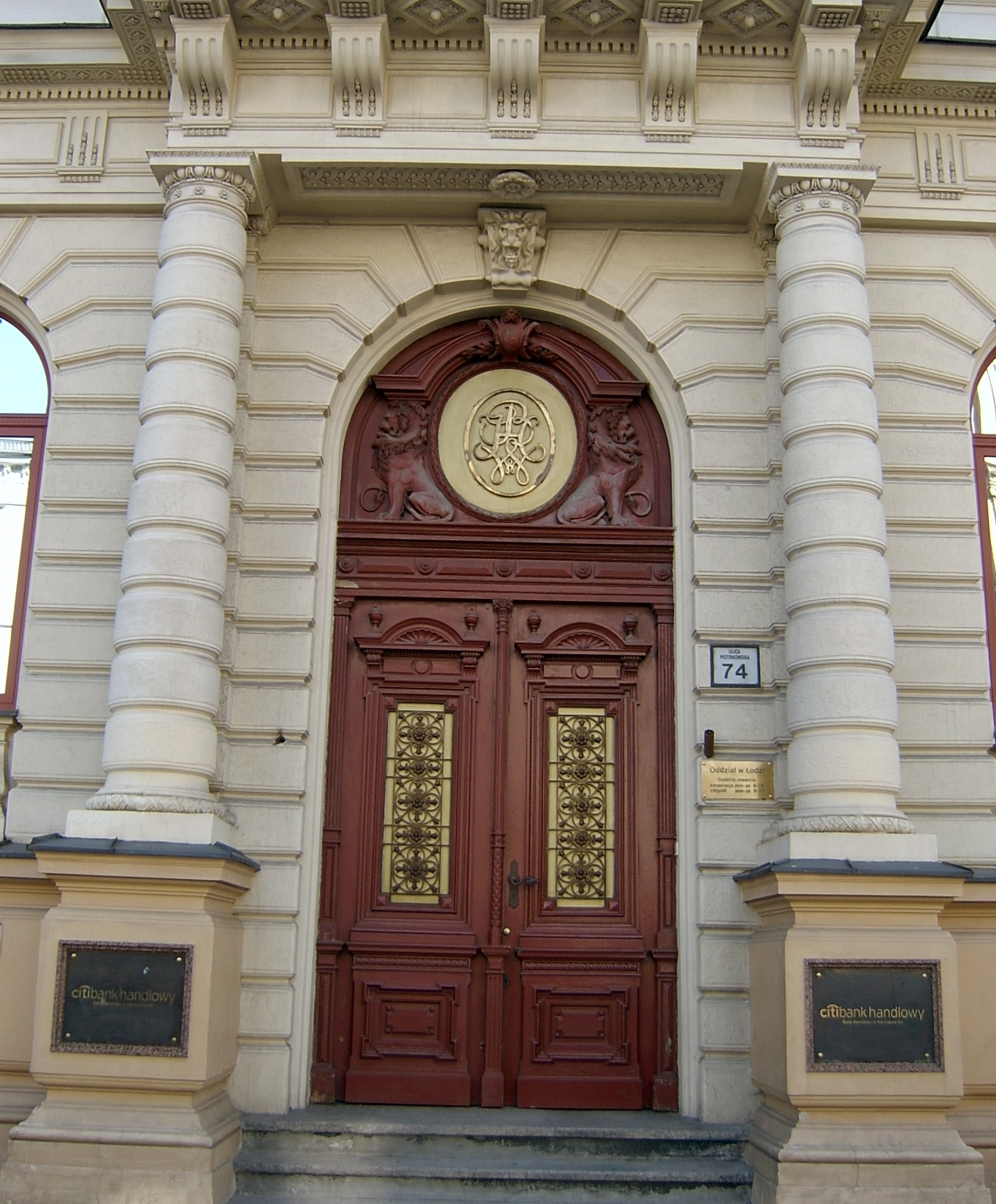
Główne wejście
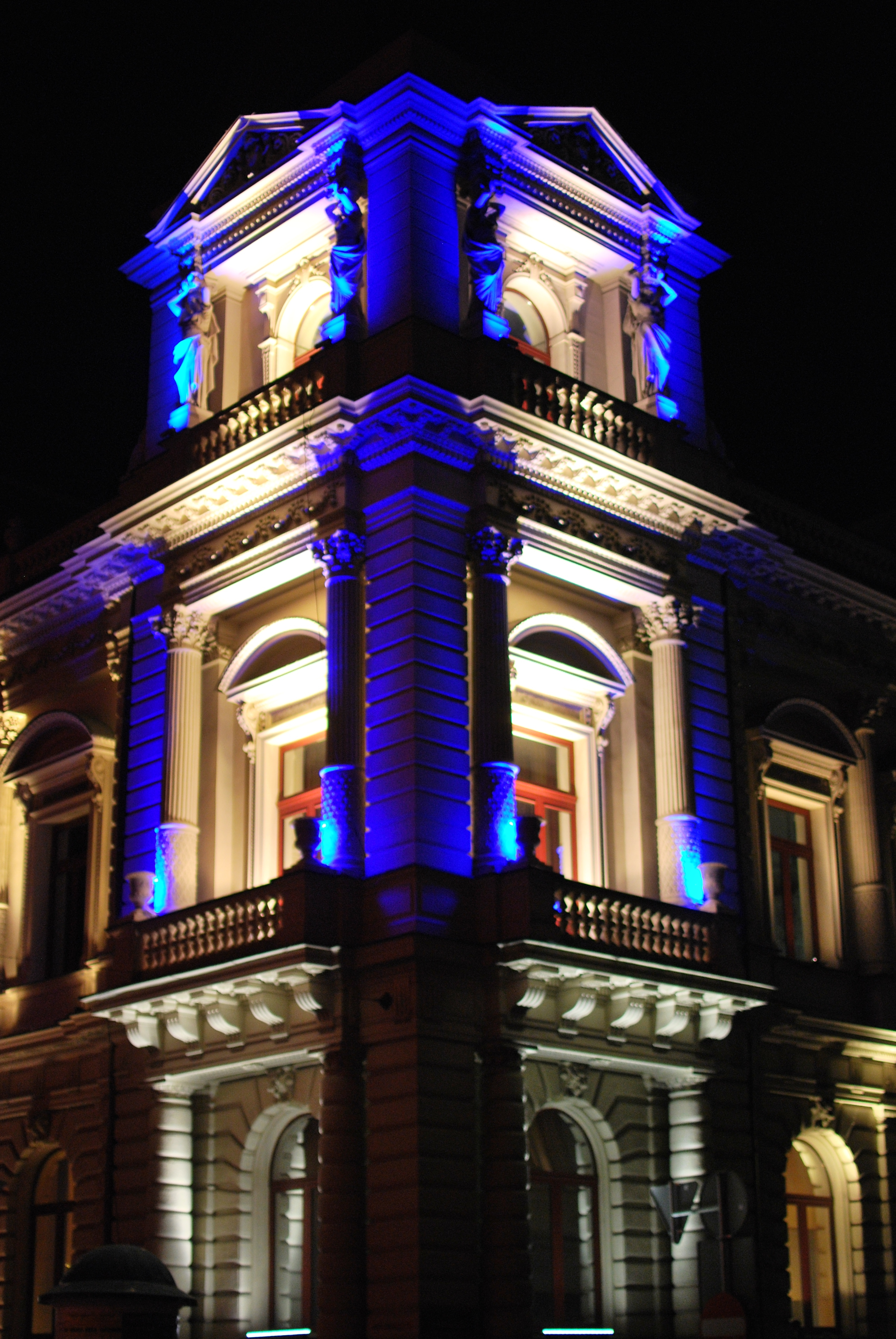
Podświetlenie w trakcie Light Move Festival 2012